# کرتلینگتون
کرتلینگتون (به انگلیسی: Kirtlington) یک روستا و محله مدنی در بریتانیا است که در چرول واقع شده‌است. کرتلینگتون ۱۴٫۵۱ کیلومتر مربع مساحت و ۹۸۸ نفر جمعیت دارد.